# Cratere Barth
Barth  è un cratere sulla superficie di Marte.